# Päri (Sprache)
Päri (auch: Lokoro) ist eine der Luo-Sprachen, die zu den westnilotischen Sprachen gehören, welche wiederum Teil der nilosaharanischen Sprachfamilie sind.
Sie wird von rund 28.000 Menschen in Sudan gesprochen (Stand 1987).

## Sprachliche Charakteristik
Das Päri ist eine Sprache mit der seltenen Grundwortfolge Objekt-Verb-Subjekt (OVS).
Außerdem ist bemerkenswert, dass sich in dieser Sprache das Phänomen der Ergativität zeigt, das in afrikanischen Sprachen äußerst selten ist. Allerdings sind ergativische Konstruktionen in dieser Sprache auf unabhängige indikativische Sätze ohne Konstituenten-Fokus beschränkt.
Morphologisch wird der Ergativ im Päri mit Hilfe von vokalischen Suffixen gebildet, die einer Allomorphie unterliegen.
Ursprünglich handelte es sich bei diesem Kasus im Päri um einen markierten Nominativ, der in transitiven Sätzen einem unmarkierten Akkusativ (eigentlich einem Absolutiv) gegenüberstand.

### Satzformen
| ùbúr-Ø                        | á-túuk`           |
| NAME-ABSOLUTIV                | KOMPLETIV-spielen |
| „Ubur spielte.“ (intransitiv) |                   |

| ùbúr-Ø                              | á-pùot             | dháag-ɛ`     |
| NAME-ABSOLUTIV                      | KOMPLETIV-schlagen | Frau-ERGATIV |
| „Die Frau schlug Ubur.“ (transitiv) |                    |              |

(Kompletiv ist eine Aktionsart.)